# Spoa
Spoa (griechisch Σπόα (n. pl.)) ist ein Dorf im Osten der griechischen Insel Karpathos.

## Lage
Das Dorf liegt in etwa 350 Metern Höhe unmittelbar an der schmalsten Stelle von Karpathos, die hier etwa 3,5 Kilometer beträgt. Westlich des Dorfes verlaufen die einzige Verbindungsstraße nach Olymbos sowie der Inselhauptkamm. Die Küstensiedlung Agios Nikolaos liegt 1,6 Kilometer entfernt. Das nächstgelegene Dorf ist Mesochori etwa 3 Kilometer westlich. Die Entfernung zur Stadt Karpathos beträgt etwa 16 Kilometer südlich.
Die Ortsgemeinschaft Spoa (Τοπική Κοινότητα Σπόων) nimmt in der Mitte der Insel vom Inselhauptkamm bis zur Küste eine Fläche von 16,506 Quadratkilometern ein. Im Norden grenzt Olymbos, im Westen Mesochori und im Süden Volada an.

## Verwaltung
Kurz nach dem Anschluss des Dodekanes an Griechenland erhielt Spoa den Status einer Landgemeinde (Κοινότητα Σπόων Kinótita Spóon). Der östlich gelegene Küstenort Agios Nikolaos wurden 1981 als Siedlung anerkannt. Im Jahr 1997 erfolgte die Zusammenlegung von sieben weiteren Landgemeinden zur damaligen Gemeinde Karpathos, dem heutigen Gemeindebezirk Karpathos. Die Verwaltungsreform 2010 führte die ehemaligen Gemeinden der Insel zur neuen Gemeinde Karpathos (Δήμος Καρπάθου Dímos Karpáthou) zusammen.
Einwohnerentwicklung von Spoa
| Name           | griechisch              | Code       | 1947 | 1951 | 1961 | 1971 | 1981 | 1991 | 2001 | 2011 |
| -------------- | ----------------------- | ---------- | ---- | ---- | ---- | ---- | ---- | ---- | ---- | ---- |
| Spoa           | Σπόα (n. pl.)           | 6201010901 | 339  | 340  | 380  | 293  | 171  | 197  | 282  | 162  |
| Agios Nikolaos | Άγιος Νικόλαος (m. sg.) | 6201010901 |      |      |      |      | 080  | 057  | 059  | 007  |
| Gesamt         | Gesamt                  | 62010109   | 339  | 340  | 380  | 293  | 251  | 254  | 341  | 169  |